# صراع فكري
الصراع الفكري هو صراع فكر لفكر وحجة لحجة، صراع يقوم بين الأفكار، بين الإيديولوجات، بين النظريات في شتى المجالات وبين كل مفهوم أو إتجاه يتعارض أو يختلف عن مفهوم وإتجاه آخر.